# (189412) 1993 TZ43
(189412) 1993 TZ43 là một tiểu hành tinh vành đai chính. Nó được phát hiện bởi Henri Debehogne và Eric Walter Elst ở Đài thiên văn La Silla ở Chile ngày 10 tháng 10 năm 1993.